# Michail Sjolochov
Michail Aleksandrovitj Sjolochov (ryska Михаил Aлександрович Шолохов), född 24 maj (11 maj enl. gamla stilen) 1905 i Vjosjenskaja nära Rostov-na-Donu, död 21 februari 1984 på samma plats, var en sovjet-rysk författare. Han mottog Nobelpriset i litteratur 1965.

## Biografi
Sjolochov föddes i kosackbyn Vjosjenskaja nära Rostov-na-Donu och debuterade på 1920-talet med en serie lyriska berättelser med motiv från Sydryssland, Den azurblå stäppen och andra noveller (1926, svensk översättning 1961).
Sjolochov är mest känd för romanen Stilla flyter Don (volym 1–4, 1928–40, svensk översättning 1930–42), som i den ryska realismens tradition kraftfullt och färgrikt skildrar kosacksamhällets sönderfall under revolution och inbördeskrig. Han omarbetade romanen 1953, vilket innebar en tydlig anpassning till den socialistiska realismen. Romanen, med sina starka tids- och livsskildringar, föranledde Sjolochovs Nobelpris i litteratur 1965, och filmatiserades i tre delar (1957–58) av regissören Sergej Gerasimov (1906–85).
Sjolochov uttryckte på partikongressen 1966 sin stora tillfredsställelse över att författarna Sinjavskij och Julij Daniel, sju respektive fem års tvångsarbete, blivit dömda och skällde ut dem som tagit dem i försvar. Senare liknade han vissa enskilda författare, med adress Solsjenitsyn, vid Coloradoskalbaggar, vilka borde utrotas. 
I senare verk, som Nyplöjd mark (1932–60, svensk översättning 1965), skildrar Sjolochov jordbrukskollektiviseringen bland donkosackerna i Sovjetunionen. Han var medlem i Sovjetunionens kommunistiska parti sedan 1932, och under kampanjer mot oppositionella kollegor intog han en dogmatisk partihållning. 

## Utmärkelser
Asteroiden 2448 Sholokhov är uppkallad efter honom.

## Verk översatta från ryska till svenska
- Stilla flyter Don, 5 volymer, 1930–1942 (Tichij Don, 1928–40), översättning: David Belin
- Nyplöjd mark, 1935 (Podnjataja tselina, 1932–33), översättning: David Belin
- Skörd vid Don, 1961 (Podnjataja tselina, 1960), översättning: Karin De Laval
- Den azurblå stäppen och andra noveller, 1961 (Lazorevaja step, 1926), översättning: Staffan Dahl
- Två äktenskap, ur De kämpade för sitt land, 1965 (Oni Srasjalis Za Rodinu, 1942), översättning: Lars Erik Blomqvist
- Ett människoöde, 1965 (noveller: Sudba tjeloveka, 1956–57; Slovo o rodine, 1951; Tjuzjaja krov, 1926), översättning; Nils Åke Nilsson, Sören Rydström

## Filmatiseringar
- 1931 Тихий Дон (Stilla flyter Don), svartvit film regisserad av Olga Preobrazenskaja och Ivan Pravov
- 1939 Поднятая целина (Nyplöjd mark), svartvit film regisserad av Julij Rajzman
- 1957 Тихий Дон (Stilla flyter Don), färgfilm regisserad av Sergej Gerasimov
- 1959 Поднятая целина (Nyplöjd mark), regisserad av Aleksandr Ivanov
- 1959 Судьба человека/Sudba tjeloveka (Ett människoöde), svartvit film regisserad av Sergej Bondartjuk, som också spelar huvudrollen
- 1975 Они сражались за Родину (De kämpade för sitt land), färgfilm regisserad av Sergej Bondartjuk
- 2004 Quiet Flows the Don (Stilla flyter Don), färgfilm regisserad av Sergej Bondartjuk